# Tetrix irrupta
Tetrix irrupta är en insektsart som först beskrevs av Bolívar, I. 1887.  Tetrix irrupta ingår i släktet Tetrix och familjen torngräshoppor.

## Underarter
Arten delas in i följande underarter:
- T. i. insolens
- T. i. irrupta
- T. i. absona
- T. i. accola